# Marguerite Moreau
Marguerite Moreau (Riverside, Califórnia, 25 de Abril de 1977) é uma atriz estadunidense.

## Filmografia

### Televisão
- 2013 - 2014 Grey's Anatomy como Dr. Emma Marling
- 2009 CSI: NY como Louise Dukes
- 2009 Hawthorne como Faye
- 2009 Cupid como Madelyn
- 2008 Life como Betsy Bournes
- 2008 Golpe de Genio  como Cinda
- 2008 Mad Men como Vicky.
- 2007 Ghost Whisperer como Lisa Bristow
- 2006 What About Brian como Suzanne
- 2005 Lost como Starla
- 2005 Killer Instinct como Ava Lyford
- 2005 The O.C. como Reed Carlson
- 2005 Life as We Know It como Monica Young
- 2002 Smallville como Carrie Castle
- 1998 3rd Rock from the Sun como Tina Embry
- 1998 The Secret World of Alex Mack como Libby
- 1996 Second Noah como Megan Robinson
- 1995 Blossom como Melanie
- 1995 Amazing Grace como Jenny Miller
- 1994 Boy Meets World como Gail
- 1993 Almost Home como Kimbely
- 1991 The Wonder Years como Julie

### Cinema
- 2013 Playdate como Emily
- 2009 Easier with Practice como Samantha
- 2009 Wake como Lila
- 2008 Beverly Hills Chihuahua como Blair
- 2008 The Uninvited como Lee
- 2008 Longshot como Cinda
- 2007 The Uninvited como Lee
- 2004 Helter Skelter como Sadie
- 2004 Off the Lip como Kat Shutte
- 2003 Runaway Jury como Amanda Moore
- 2003 Easy como Jamie Harris
- 2003 Two Days como Jennifer
- 2002 Queen of the Damned como Jessica Reeves
- 2001 Wet Hot American Summer como Katie
- 2001 Rave MacBeth como Helena
- 1996 D3: The Mighty Ducks  como Connie Morea
- 1995 Free Willy 2 como Julie
- 1994 D2: The Mighty Ducks como Connie Moreau
- 1992 The Mighty Ducks como Connie Moreau